# Diana Silvers
Diana Margaret Silvers (Los Angeles, 3 novembre 1997) è un'attrice e modella statunitense.

## Biografia
Diana Silvers è nata a Los Angeles il 3 novembre 1997, da madre svizzera e padre romeno-statunitense ebreo, ed ha cinque fratelli. Inizia a frequentare corsi di recitazione all'età di dodici anni, dopo aver visto il film Buon compleanno Mr. Grape, che l'ha spinta ad intraprendere la carriera di attrice. Ha frequentato l'università di New York per studiare recitazione, spostando poi gli studi su storia; nel 2017, alla fine del terzo anno, ha però abbandonato gli studi a causa dell'incendio boschivo che colpì la California.

### Attrice
La Silvers debutta come attrice nel 2018 nel secondo episodio della prima stagione della serie televisiva Into the Dark, per poi partecipare al film Glass (2019). Successivamente partecipa al film La rivincita delle sfigate, per il quale era stata inizialmente provinata come protagonista, ma viene infine scelta per un ruolo secondario. Nel 2020 prende parte alla serie televisiva Space Force e al film Ava.

### Modella
Nel 2017 viene selezionata attraverso il suo profilo Instagram durante il suo ultimo anno di università dall'agenzia di moda IMG Models, iniziando una carriera grazie alla quale si pagherà gli studi. Nel 2019 ha chiuso la sfilata autunno/inverno della stilista Stella McCartney. Nel corso della sua carriera è apparsa nelle riviste di Elle, Marie Claire e nelle versioni di Taiwan, India e Stati Uniti di Vogue.

## Filmografia

### Cinema
- Glass, regia di M. Night Shyamalan (2019)
- La rivincita delle sfigate (Booksmart), regia di Olivia Wilde (2019)
- Ma, regia di Tate Taylor (2019)
- Ava, regia di Tate Taylor (2020)
- Birds of Paradise, regia di Sarah Adina Smith (2021)
- Lonely Planet, regia di Susannah Grant (2024)

### Televisione
- Into the Dark – serie TV, episodio 1x02 (2018)
- Space Force – serie TV, 17 episodi (2020-2022)

## Doppiatrici italiane
Nelle versioni in italiano delle opere in cui ha recitato, Diana Silvers è stata doppiata da:
- Giulia Franceschetti in La rivincita delle sfigate, Ma, Birds of Paradise
- Martina Felli in Into the Dark
- Veronica Puccio in Space Force